# Elos
Elos (in greco Έλος?) è un ex comune della Grecia nella periferia del Peloponneso di 6 452 abitanti secondo i dati del censimento 2001.
È stato soppresso a seguito della riforma amministrativa detta Programma Callicrate in vigore dal gennaio 2011 ed è ora compreso nel comune di Evrotas.
Si chiamava Durali fino al 1912. La popolazione dell'omonimo villaggio è di 824 abitanti (1991), mentre il capoluogo Vlachioti ne ha 2 279.

## Economia
Buona parte degli abitanti è dedita alla produzione dell'olio d'oliva. Le spiagge sono vicine e si affacciano sul Golfo di Laconia.

## Corsi d'acqua
Il comune è attraversato dal corso del fiume Eurota. Gli improvvisi allagamenti del 24 e 25 novembre 2005 causarono danni alle proprietà e inondarono le strade con un totale di 170 km² di terra rovinata.